# Бучек (Опочинський повіт)
Бучек (пол. Buczek) — село в Польщі, у гміні Посвентне Опочинського повіту Лодзинського воєводства.
Населення — 317 осіб (2011).
У 1975-1998 роках село належало до Пйотрковського воєводства.

## Демографія
Демографічна структура станом на 31 березня 2011 року:
|          | Загалом | Допрацездатний вік | Працездатний вік | Постпрацездатний вік |
| -------- | ------- | ------------------ | ---------------- | -------------------- |
| Чоловіки | 161     | 30                 | 111              | 20                   |
| Жінки    | 156     | 25                 | 77               | 54                   |
| Разом    | 317     | 55                 | 188              | 74                   |